# Castrillo de Cepeda
Castrillo de Cepeda es una localidad del municipio leonés de Villamejil, en la Comunidad Autónoma de Castilla y León. El pueblo se encuentra en el valle del río Tuerto. Se accede a la localidad a través de la carretera LE-451.
La iglesia está dedicada a san Antonio Abad.

## Localidades limítrofes
Confina con las siguientes localidades:
- Al norte con Sueros de Cepeda.
- Al este con Quintanilla del Monte.
- Al sureste con Antoñán del Valle.
- Al sur con Villamejil.
- Al suroeste con Zacos.
- Al oeste con Porqueros.

## Demografía
Evolución de la población
| Gráfica de evolución demográfica de Castrillo de Cepeda entre 2000 y 2017 |
|                                                                           |
| Población de derecho (2000-2017) según el padrón municipal del INE        |

## Historia
Así se describe a Castrillo de Cepeda (Castrillos) en el tomo VI del Diccionario geográfico-estadístico-histórico de España y sus posesiones de Ultramar, obra impulsada por Pascual Madoz a mediados del siglo XIX:

Lugar en la provincia de León, partido judicial y diócesis de Astorga, audiencia territorial y capitanía general de Valladolid, ayuntamiento de Sueros; Situado en un valle, algo resguardado de los vientos del O; su clima es sano, pues no se conocen más enfermedades comunes que algunos constipados y reumas. Tiene iglesia parroquial (San Antonio Abad), servida por un cura. Confina N Sueros; E una cordillera de montes; S Villamejil, y O el río Tuerto. El terreno participa de monte y llano; al que fertilizan en parte las aguas del indicado río Tuerto. Los caminos locales a excepción del real que dirige a la Coruña. Producciones: centeno, patatas y buenos pastos; cría ganados; caza de varios animales; y alguna pesca. Población: 30 vecinos, 107 almas. Contribución: con el ayuntamiento.
Diccionario geográfico-estadístico-histórico de España y sus posesiones de Ultramar